# Mont Davis
Le mont Davis est le point culminant de l'État de Pennsylvanie, situé dans la forêt nationale de Forbes à Elk Lick dans le comté de Somerset.
Le point fut nommé pour John Nelson Davis, l'un des premiers colons, vétéran de la guerre de Sécession, topographe et naturaliste, connu pour ses études sur la flore et la faune de montagne.